# Política Exterior
Política Exterior és una revista bimensual especialitzada en afers internacionals publicada a Madrid, Fundada l'any 1987, s'ha consolidat com una publicació de referència en l'anàlisi de la política global.
La revista, establerta l'any 1987, és editada per Estudios de Política Exterior, SA de forma bimestral. Darío Valcárcel és un dels antics directors de la revista. Des de setembre de 2022 Aurea Molto n'és l'editora. Cobreix articles sobre relacions internacionals i té la seu a Madrid.